# Konfokaltechnik

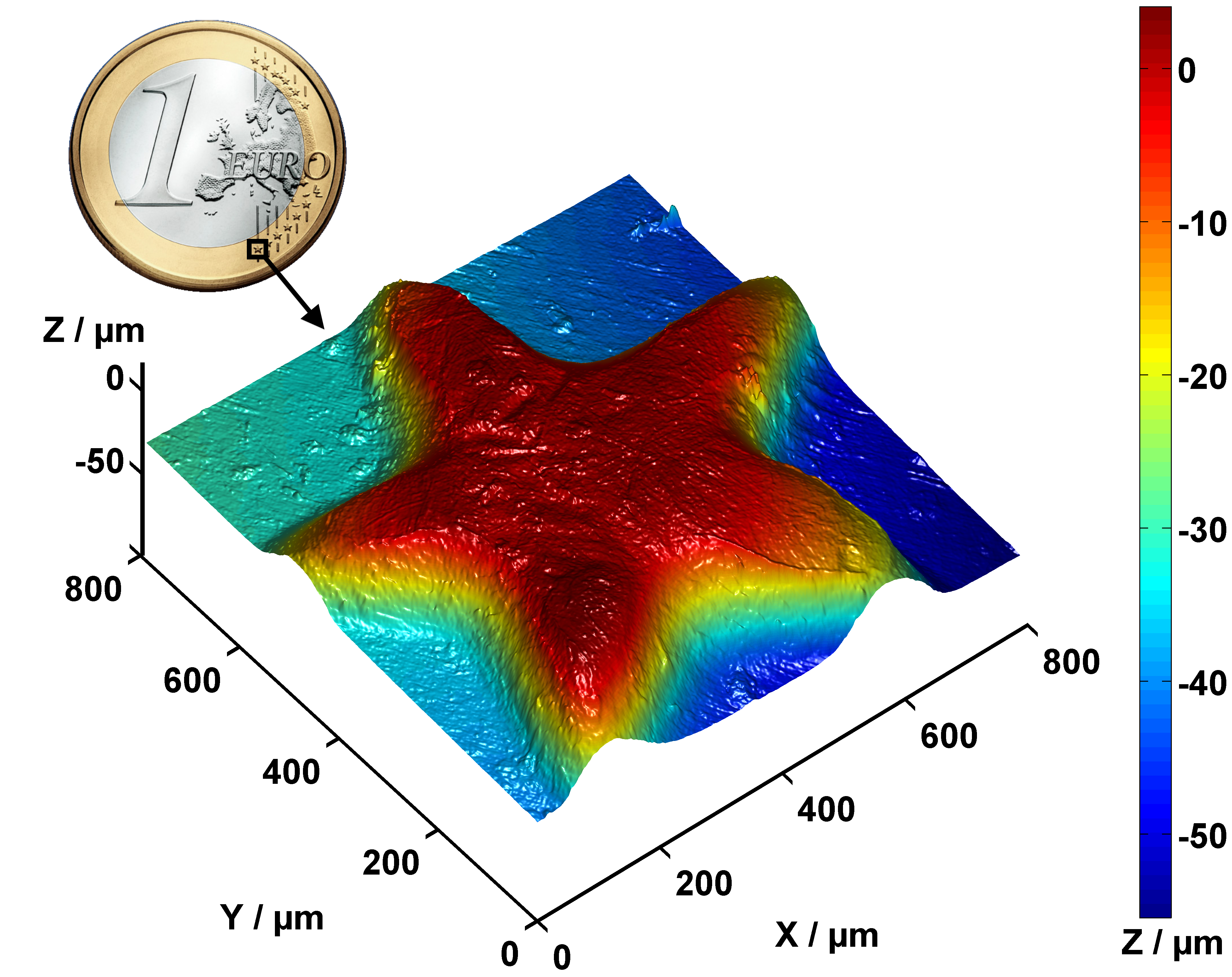
Anwendung der Konfokaltechnik in der Materialforschung: Ausschnitt aus dem 3D-Profil einer 1-Euro-Münze

Querschnitt durch die obige Messung parallel zur x-Achse bei y = 200 µm.

Die Konfokaltechnik umfasst eine Reihe von optischen Messverfahren (Abstandsmessung, bildgebende Verfahren, Profilometrie), die auf dem Konfokalprinzip basieren: Zwei optische Systeme oder Strahlengänge sind konfokal, wenn sie einen gemeinsamen Brennpunkt besitzen.
Meist nutzt die Konfokaltechnik sehr kleine, nur wenige Mikrometer große Leucht- und Gesichtsfeldblenden, auch Pinholes genannt. Sie beschränken den beleuchteten Bereich auf dem Objekt und das Gesichtsfeld der Beobachtungsoptik auf einen Fleck, dessen Größe idealerweise durch die beugungsbedingte Auflösungsgrenze der Abbildung bestimmt wird. Der Beleuchtungsstrahlengang und der Beobachtungsstrahlengang sind somit konfokal.
Die Konfokaltechnik ist eine punktweise messende Methode. Führt man diesen Messpunkt in allen drei Raumdimensionen durch ein Messvolumen, erhält man ein dreidimensionales Bild des Volumens mit Sub-Mikrometer-Auflösung. Bei transparenten Proben, wie sie häufig in der Biologie untersucht werden, ergibt sich so ein dreidimensionales Abbild der Gewebestruktur. Bei intransparenten und reflektierenden Proben kann man aus diesem Volumenbild eine hochauflösende Darstellung der Oberfläche berechnen.

## Konfokalprinzipien
Es gibt verschiedene konfokale Messprinzipien, die sich vom optischen Aufbau her deutlich unterscheiden. Im Folgenden werden die einzelnen Techniken vorgestellt und die zugehörigen Abtastverfahren beschrieben.

### Konfokaler Punktsensor

Prinzipieller Aufbau eines konfokalen Punktsensors

Das einfachste konfokale Verfahren ist sicherlich der konfokale Punktsensor, wie er schon von Marvin Minsky patentiert wurde. An ihm lässt sich das Konfokale Grundprinzip am besten erläutern: Er besteht aus einer Lichtquelle, die eine sehr kleine Lochblende beleuchtet. Das Bild der Lochblende wird beugungsbegrenzt auf das Objekt in Form eines Airy-Scheibchens abgebildet. Das reflektierte und gestreute Licht von der Probe wird über einen Strahlteiler auf eine zweite Lochblende, hinter der sich ein Detektor befindet, abgebildet. Diese Anordnung sorgt dafür, dass Streulicht, das von der Probe außerhalb der Fokusebene zurückgeworfen wird, ausgeblendet wird. Dadurch misst der Sensor eine erhöhte Lichtintensität, wenn das Objekt im Fokus ist, detektiert aber keine Intensität, wenn sich das Objekt außerhalb des Fokus befindet. Ein Punktsensor kann sowohl mit Weißlicht als auch mit einem Laser aufgebaut werden.
Der Punktsensor muss in allen drei Raumrichtungen über das Objekt geführt werden, um eine vollständige 3D-Abbildung zu erhalten. Die Bewegung entlang der optischen Achse kann durch Verschieben der Probe oder des Sensors, aber auch durch Bewegung des Objektivs oder eines schnell schwingenden Spiegels im Strahlengang erfolgen. Insbesondere die letztgenannte Methode erlaubt sehr schnelle Messungen mit einem Punktsensor. Die schnellsten Einkanalsysteme erreichen derzeit Messraten von 70.000 Abstandswerten pro Sekunde und Kanal. Die schnellsten Mehrkanalsysteme mit bis zu 128 simultan erfassten Kanälen – und damit die derzeit schnellsten Konfokalsensoren der Welt (Stand 2013) – erreichen bis zu einer Million Abstandswerte je Sekunde.

### Chromatisch konfokaler Sensor

Die unterschiedliche Fokusentfernung bei einer dispersiven Optik wird im chromatisch konfokalen Sensor genutzt

Der chromatisch konfokale Sensor nutzt die Eigenschaft einer dispersiven Optik, weißes Licht nicht in einem Punkt zu fokussieren, sondern nach Wellenlänge separiert in unterschiedlichen Entfernungen. Der blaue Fokus liegt dabei näher an der Optik, der rote ist weiter entfernt. Mit diesem Prinzip kann man gleichzeitig eine Oberfläche in verschiedenen Entfernungen abbilden. Dadurch benötigt ein chromatisch konfokaler Sensor keine Abtastbewegung entlang der optischen Achse.

### Konfokales Laser-Scanning-Mikroskop
Das konfokale Laser-Scanning-Mikroskop ist im Prinzip ein konfokaler Punktsensor, bei dem die Abtastung in der Schärfeebene mit beweglichen Ablenkspiegeln erfolgt. Der Messpunkt kann damit relativ schnell über das Objekt geführt werden. Die Abtastung in Richtung der optischen Achse erfolgt typischerweise durch Verschieben des Objektives oder des Objektes. Das gezielte Führen des konfokalen Beobachtungspunktes über das Objektfeld erlaubt eine flexible Anpassung der Abtastdichte an die tatsächliche optische Auflösung, ist aber relativ langsam. Einige wenige Schnittbilder pro Sekunde sind die typische Messrate eines Laser-Scanning-Mikroskops.

### Konfokales Weißlichtmikroskop
Beim konfokalen Weißlichtmikroskop erfolgt die laterale Ablenkung beispielsweise durch eine schnell drehende Nipkowscheibe oder durch Mikrospiegelaktoren. Dieser Mikroskoptyp ist daher in der Lage, mehrere Messpunkte gleichzeitig zu erfassen. Üblicherweise wird daher ein CCD-Sensor als Bildsensor verwendet. innerhalb einer Umdrehung der Nipkowscheibe oder innerhalb eines Zyklusdurchlaufs der Mikrospiegel kann somit ein ganzes Bild konfokal erfasst werden. Wegen der hohen Drehzahl der Nipkowscheibe von bis zu 100 Umdrehungen pro Sekunde erreicht dieser Mikroskoptyp daher sehr hohe Messraten von bis zu etwa 100 Schnittbildern je Sekunde.

## Anwendungen
Die Anwendungen der Konfokaltechnik finden sich heute im Wesentlichen auf den Gebieten Lebenswissenschaften und Materialforschung. Während in den Lebenswissenschaften meist eine hochauflösende Volumenabbildung von transparenten Objekten wie Tier- oder Pflanzenzellen im Fokus steht, wird in der Materialforschung hauptsächlich Profilometrie, also die dreidimensionale Vermessung von Oberflächen betrieben. Neben geometrischen Fragestellungen bildet die Rauheitsmessung das Hauptanwendungsgebiet. Ein weiteres Anwendungsgebiet liegt in der Zahntechnik beim Intraoralscan.

### Volumenabbildung

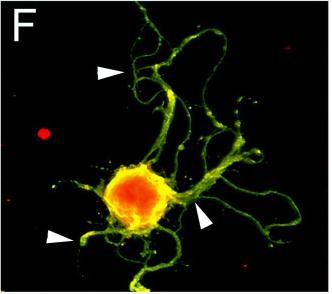
Neuronales Aktin-Zellskelett

Bei der Volumenabbildung nutzt man die Eigenschaft der konfokalen Abbildung, Streulicht von außerhalb der Fokusebene auszublenden, um in gewissem Umfang auch hinter intransparente Objekte sehen zu können. Das ist möglich, da das Licht dank der großen numerischen Apertur vom Rand des Objektives auch seitlich an kleinen Objekten vorbeistrahlt.

### Profilometrie

Konfokalkurve: Intensität über dem Sensorabstand zum Objekt. FWHM (full width half maximum) ist die Halbwertsbreite, die Objektoberfläche befindet sich bei. Die Punkte stellen Einzelmesswerte dar, die durchgezogene Linie den theoretischen Verlauf.

Bei der konfokalen Profilometrie nutzt man die Gemeinsamkeit aller konfokalen Messverfahren, dass sie im Idealfall bei einer deutlich definierten Objektoberfläche die rechts dargestellte Antwortfunktion über der Objekthöhe erzeugen. Diese Funktion nennt man daher auch Konfokalkurve. Ihre Halbwertsbreite (engl. full width half maximum, FWHM) ist im Wesentlichen von der numerischen Apertur des Objektivs abhängig. Die Objekthöhe ergibt sich aus dem Ort des Maximums auf der z-Achse. Zur Bestimmung des Maximums verwendet man im einfachsten Falle ein mit den Intensitätswerten gewichtetes arithmetisches Mittel der z-Position. Damit lässt sich eine Genauigkeit der Positionsbestimmung erreichen, die bei wenigen Nanometern liegt. Diese ist um ein Vielfaches besser als die optische Auflösung entlang der z-Achse, die in etwa der Halbwertsbreite der Konfokalkurve entspricht und bei sichtbarem Licht mindestens 500 Nanometer entspricht.

## Geschichte

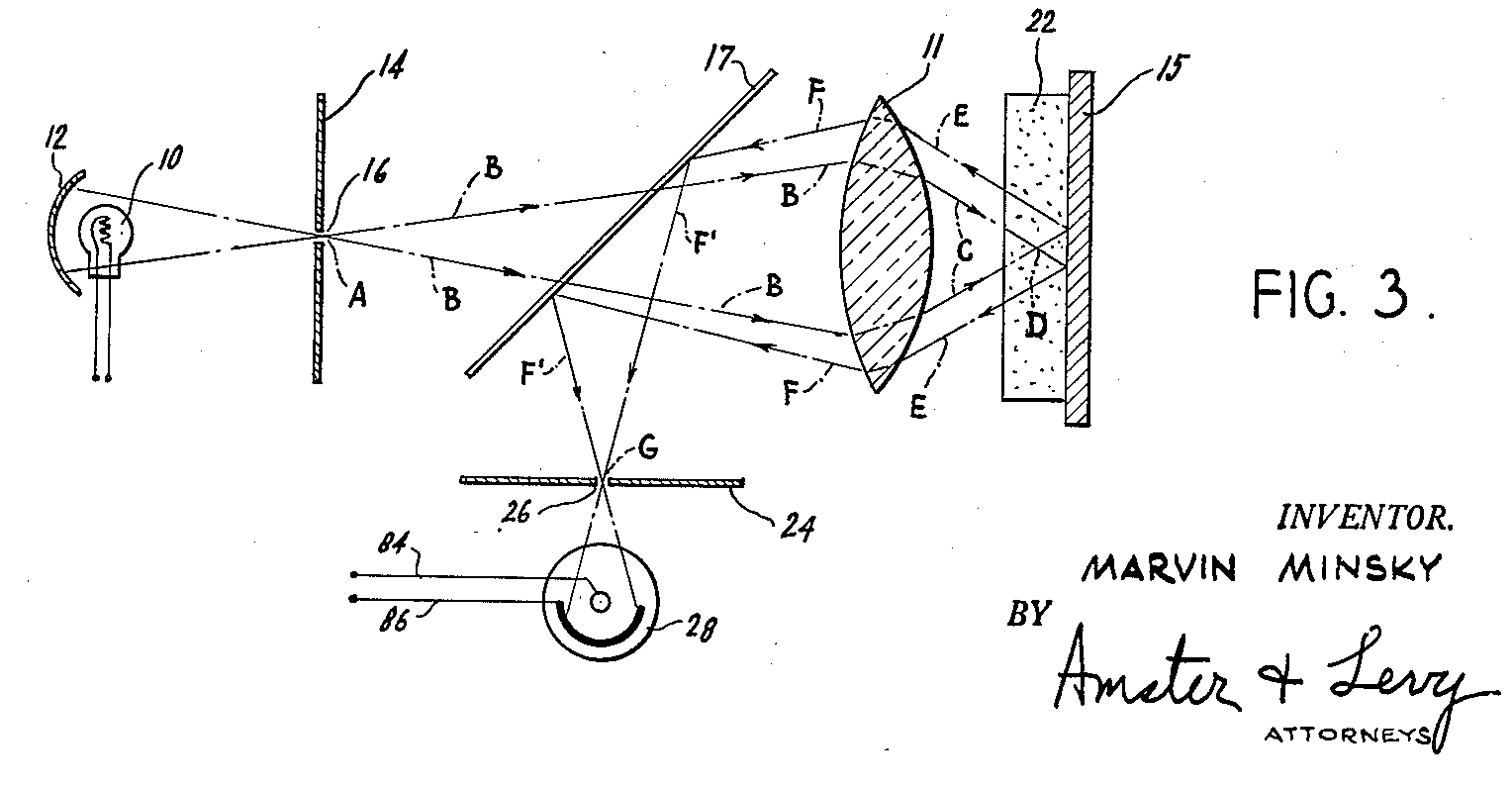
Konfokalmikroskop nach M. Minsky

Ein frühes, nicht abbildendes Konfokalmikroskop beschrieb H. Naora bereits 1951. Er verwendete es für die Spektroskopie von Nukleinsäuren.
Die abbildende Konfokaltechnik wurde von Marvin Minsky in den 1950er Jahren entwickelt und zum Patent angemeldet. Vor allem durch die Entwicklung der Lasertechnik wurde das Verfahren erstmals praktisch einsetzbar. Durch das Aufkommen leistungsfähiger CCD-Kameras konnte in den 1990er Jahren auch die konfokale Weißlichtmikroskopie in leistungsfähige Geräte umgesetzt werden.